# Humphreys Peak
Humphreys Peak (Hopi: Aaloosaktukwi) is de hoogste van een aantal uitgedoofde vulkanen, bekend als de San Francisco Peaks, en met een hoogte van 3852 m ook het hoogste punt van de Amerikaanse staat Arizona.
Humphreys Peak is gelegen in de Kachina Peaks Wilderness in het Coconino National Forest, ongeveer 18 km ten noorden van de stad Flagstaff.
Humphreys Peak werd in 1870 –net als Mount Humphreys in Californië in 1873- genoemd naar Andrew A. Humphreys. Humphreys was ten tijde van de Amerikaanse Burgeroorlog generaal in het leger van de Unie. Na de Burgeroorlog was Humphreys een tijd lang hoofdingenieur bij het United States Army Corps of Engineers.
Desondanks duurde het nog tot 1911 vooraleer de berg officieel de naam "Humphreys Peak" kreeg van de United States Board on Geographic Names. Voorheen werd de berg officieel aangeduid als "San Francisco Peak".
Humphreys Trail, het pad naar de top van Humphreys Peak, is ongeveer 7,7 km lang en start in het populaire Arizona Snowbowl-wintersportgebied. Andere paden naar de top zijn de Weatherford Trail en de Inner Basin Trail. Deze zijn echter langer dan Humphreys Trail en overbruggen ook een groter hoogteverschil, waardoor ze minder populair zijn dan Humphreys Trail.
Ondanks het feit dat de tocht over Humphreys Trail eerder een voettocht is dan een echte beklimming, is deze toch niet zonder gevaar: bliksem, sneeuwlawines in de winter, etc. kunnen de tocht naar de top danig in gevaar brengen.

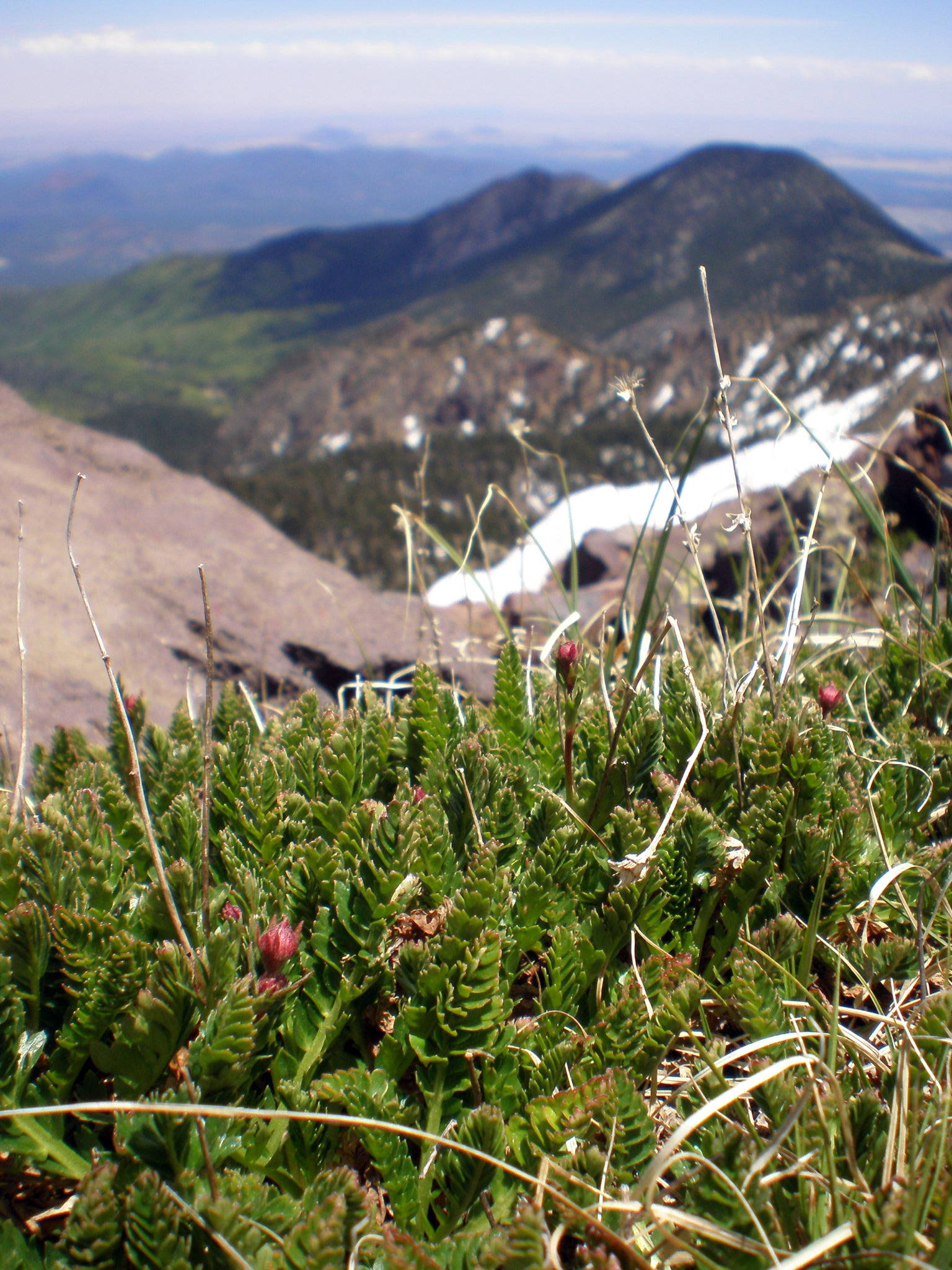
Alpiene toendra op de top van Humphreys Peak.